# 광정로
광정로(Gwangjeong-ro, 光亭路)는 경기도 군포시 재궁동과 광정동을 잇는 도로이다..

## 구간
- 화산초교삼거리 (오금로)
- 산본역서부사거리 (번영로)
- 한숲사거리 (산본천로)
- 남천병원사거리 (고산로, 수리산로)

## 주요 시설
- 산본도서관